# عين جمعة
عين جمعة (بالإنجليزية: AIN JEMAA)‏ هي جماعة قروية تابعة لإقليم مكناس ضمن جهة مكناس تافيلالت بالمغرب. بلغ مجموع عدد سكان  عين جمعة حسب إحصاءات 2004 حوالي 	13.146 نسمة من بينهم 2 أجانب يعيشون في 1893 أسرة.